# Thrichomys inermis
Thrichomys inermis és una espècie de mamífer rosegador de la família de les rates espinoses. És endèmic de l'estat de Bahia (Brasil). Els seus hàbitats naturals són els boscos de galeria, la vegetació oberta, el cerrado i els afloraments rocosos. Es creu que no hi ha cap amenaça significativa per a la supervivència d'aquesta espècie, tot i que se la caça com a aliment i podria estar afectada pels incendis.